# De Bruijn-szó
Egy  (n,k) típusú De Bruijn-szó az a legrövidebb szó, amely részszóként tartalmazza az összes k hosszúságú szót, melyet egy n betűs ábécé szavaiból képezhetünk.

## Értelmezése
Adott egy n betűs A ábécé, amelynek betűiből képezzük az összes k hosszúságú szót. Keressük azt a legrövidebb szót, melyik tartalmazza az összes így képzett k betűs szót.
Például, legyen A={0,1}, ekkor n=2, és legyen k=3. Az összes kétbetűs három hosszúságú szó: 000, 001, 010, 011, 100, 101, 110, 111. Ekkor a 0001011100 és 0001110100 szavak mindegyike kielégíti a definíciót, így mindegyik (2,3) típusú De Bruijn-szó.
Észrevehető, hogy ha ciklikusan tekintjük a szót, azaz az utolsó betű után következik az első, akkor a 00010111 és 00011101 szavak ciklikus De Bruijn-szavak. Egy (n,k) típusú De Bruijn-szó hossza nk+k-1, a ciklikusé pedig nk.

## Története
Nevét Nicolaas Govert de Bruijn holland matematikusról kapta, akárcsak a De Bruijn-gráf, de már szanszkrit szövegekben találkozunk ilyen szavakkal. Helyesen De Bruijn-szóként kell írni, nagy kezdőbetűvel. Csak a teljes névben szerepel kisbetűs de formában.

## Képzése

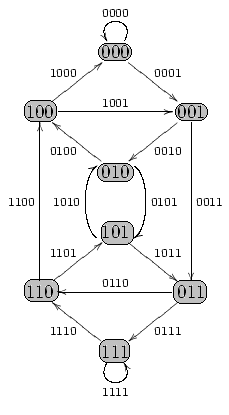
B(2,3) De Bruijn-gráf

De Bruijn-szót sok algoritmussal lehet képezni. A legegyszerűbb, ha a megfelelő B(n,k) De Bruijn-gráf egy Hamilton-körét felírjuk (például a mellékelt ábrán: 000, 001, 011, 111, 110, 101, 010, 100), majd egymásra csúsztatjuk a szomszédos szavak azonos betűit (0001110100).
Közismert még a Martin-algoritmus.
Rendezzük sorrendbe az ábécé betűit: a1, a2, ..., an. Az (n,k) típusú De Bruijn-szót a következőképpen képezzük:
- Írjunk le k darab a1-et.
- Írjuk be a sor végére azt a legnagyobb indexű ai-t, amelynek odaillesztésével az utolsó k betűből képzett szó először fordul elő.
- Amennyiben nem tudjuk folytatni, a keletkezett szó éppen egy keresett De Bruijn-szó.

Példa: Legyen n=2 és k=3. A betűk sorrendje legyen 0, 1. Ekkor 000-val kezdünk.
A következő három betű mindegyike lehet 1, mert 001, 011, 111 először jelenik meg. Tehát eddig 000111 a kapott szó.
Ezután 1-gyel már nem lehet folytatni, hisz akkor 111 másodszor jelenne meg. Tehát 0001110 az eddigi szó.
Most ismét lehet 1-gyel folytatni, hisz 101 még nem volt, az eredmény eddig 00011101.
Ekkor csak 0-val lehet folytatni, hisz 011 már előfordult: 000111010.
Ezután már csak 0-val tudjuk folytatni (mert 101 már volt): 0001110100.
Mivel 000 és 001 is szerepel már a szóban, sem 1-gyel, sem 0-val nem folytathatjuk, a kapott szó éppen egy De Bruijn-szó.